# Greg Holmes (tennista)
Greg Holmes (Covina, 29 agosto 1963) è un ex tennista statunitense.

## Carriera
In carriera ha vinto un titolo di doppio, il Livingston Open nel 1987, in coppia con Gary Donnelly. Nei tornei del Grande Slam ha ottenuto il suo miglior risultato raggiungendo il quarto turno nel singolare agli US Open nel 1983, 1984 e 1985.

## Statistiche

### Doppio

#### Vittorie (1)
| Numero | Anno           | Torneo                      | Superficie | Compagno      | Avversari in finale     | Punteggio |
| 1.     | 20 luglio 1987 | Livingston Open, Livingston | Cemento    | Gary Donnelly | Ken Flach Robert Seguso | 7-6, 6-3  |

#### Finali perse (3)
| Numero | Anno            | Torneo                                 | Superficie | Compagno             | Avversari in finale    | Punteggio     |
| 1.     | 20 ottobre 1985 | Japan Open Tennis Championships, Tokyo | Cemento    | Sammy Giammalva, Jr. | Scott Davis David Pate | 6-7, 7-6, 3-6 |
| 2.     | 27 luglio 1986  | Livingston Open, Livingston            | Cemento    | Sammy Giammalva, Jr. | Bob Green Wally Masur  | 7-5, 4-6, 4-6 |
| 3.     | 19 ottobre 1986 | Japan Open Tennis Championships, Tokyo | Cemento    | Jimmy Arias          | Matt Anger Ken Flach   | 2-6, 3-6      |